# 斯蒂芬·莱布特
斯蒂芬·莱布特（Stephen Laybutt，1977年9月3日—2024年1月13日），澳大利亚足球运动员。 

## 职业生涯
斯蒂芬·莱布特曾前往歐洲踢球，但由於基本上很難上場，莱布特于2002年1月回到澳大利亚踢球。 
2008年1月，莱布特跟腱断裂，Achilles tendon rupture這导致他无法参加2008-09赛季的剩余比赛。
2024年1月14日，警方在新南威尔士海滩附近的灌木丛中发现了斯蒂芬·莱布特的尸体。